# Harley Windsor
Harley Dahlstrom-Winsor, ook bekend als Harley Dahlstrom en Harley Windsor (Sydney, 22 oktober 1996), is een Australisch kunstschaatser die uitkomt als paarrijder. Hij nam met zijn voormalige schaatspartner Jekaterina Aleksandrovskaja deel aan de Olympische Winterspelen in Pyeongchang. Windsor was hiermee de eerste Aboriginal ooit die uitkwam op de Olympische Winterspelen.

## Biografie

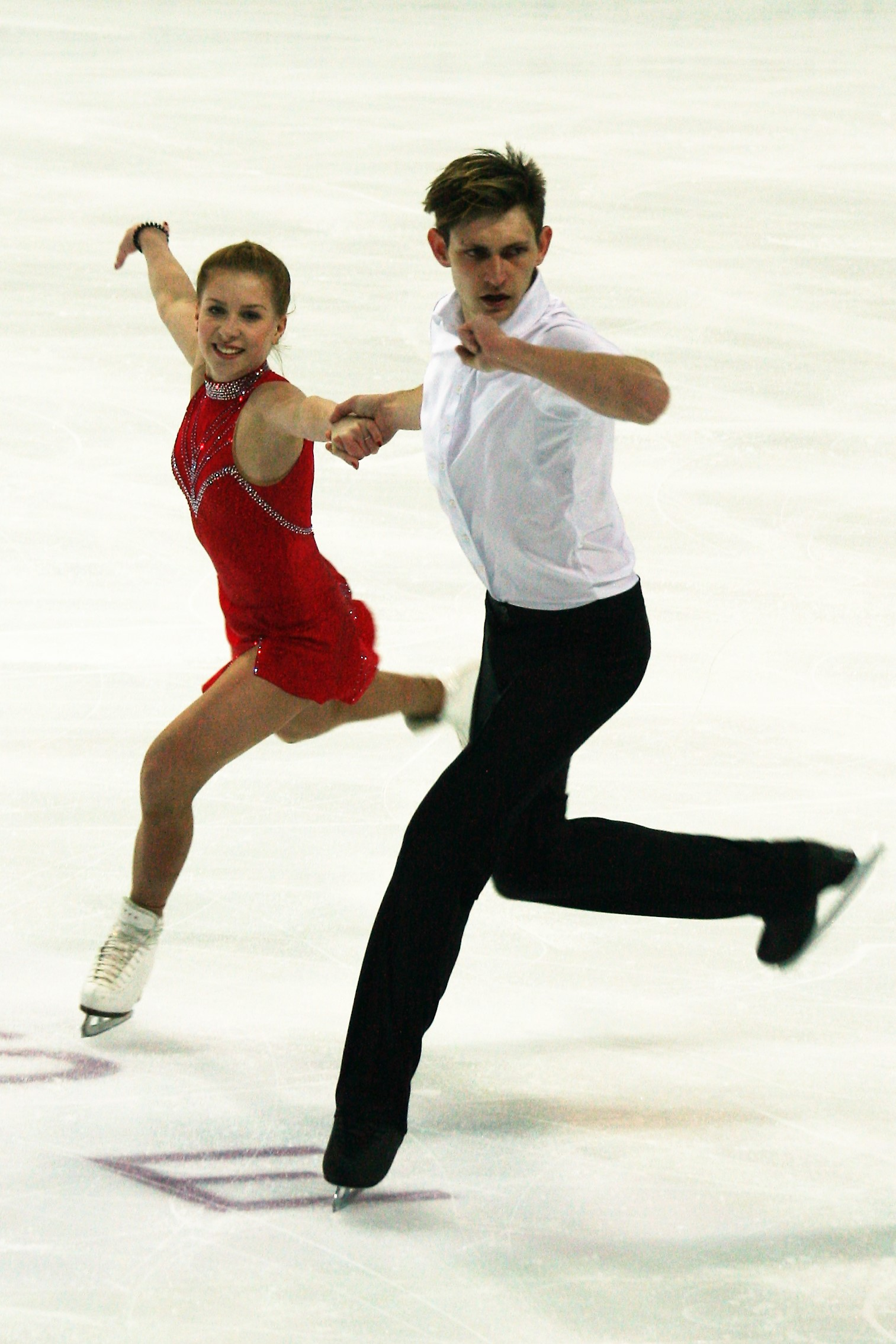
Jekaterina Aleksandrovskaja en Harley Windsor in 2016

Windsor kwam in 2005 voor het eerst in aanraking met kunstschaatsen, toen zijn moeder tijdens een autorit met hem een verkeerde afslag nam en terechtkwam op de parkeerplaats van een ijsbaan in Sydney. Hij wilde uit nieuwsgierigheid een kijkje nemen bij de kunstschaatsers en was meteen verkocht. Na enkele jaren als soloschaatser te zijn uitgekomen, ging hij zich richten op het paarrijden. Zijn coaches kwamen in contact met de Russische coach Nina Mozer: op haar advies ging hij eens trainen met Jekaterina Aleksandrovskaja uit Rusland. Aleksandrovskaja en Windsor begonnen in december 2015 met schaatsen. Hun beider coaches oordeelden dat ze een goede match waren en zij mocht al spoedig van haar geboorteland voor Australië uitkomen.
In het seizoen 16/17 maakten Aleksandrovskaja en Windsor hun debuut bij internationale wedstrijden, en uiterst succesvol. Als eerste Australische kunstschaatsers wonnen ze in 2016 een Junior Grand Prix-wedstrijd, kwalificeerden ze zich voor de Junior Grand Prix-finale en wonnen ze in maart 2017 de WK voor junioren. Ze namen twee deel aan zowel de WK als de 4CK. In september 2017 bemachtigde het duo de bronzen medaille bij de Nebelhorn Trophy, en kwalificeerden zich hiermee voor een van de laatst overgebleven spots bij het kunstrijden voor de Olympische Winterspelen in Pyeongchang. De Russische Aleksandrovskaja ontving een maand later haar Australische paspoort, waarmee aan alle voorwaarden voor deelname aan de Winterspelen werd voldaan. In december 2017 wonnen de twee als eerste Australiërs de Junior Grand Prix-finale en in januari 2018 werden ze zesde bij de 4CK. Daarnaast was Windsor in februari 2018 de eerste Aboriginal ooit die uitkwam op de Olympische Winterspelen.
Zijn inspiratiebron is atlete Cathy Freeman. De, toen, vierjarige Windsor zag in 2000 hoe Freeman als eerste Aboriginal olympisch goud won op de 400 meter bij de Olympische Zomerspelen in Sydney. Windsor zelf hoopte op succes bij de Spelen van 2022. Vanwege aanhoudende blessures bij Aleksandrovskaja beëindigde het duo in februari 2020 de samenwerking. Windsor had aangegeven door te willen en zou op zoek gaan naar een andere schaatspartner. Aleksandrovskaja, die kampte met epilepsie-aanvallen en depressies, maakte in juli 2020 een einde aan haar leven. Windsor vond uiteindelijk een nieuwe schaatspartner in Maria Tsjernysjova.

## Persoonlijke records
Aleksandrovskaja/Windsor
| records             | punten | datum      | toernooi            |
| ------------------- | ------ | ---------- | ------------------- |
| Hoogste totaalscore | 190.31 | 29-09-2017 | CS Nebelhorn Trophy |
| Hoogste korte kür   | 066.45 | 24-01-2018 | 4CK                 |
| Hoogste vrije kür   | 125.80 | 29-09-2017 | CS Nebelhorn Trophy |

## Belangrijke resultaten
| Kampioenschap                | 10/11  | 11/12 | 12/13 | 13/14      | 14/15  |   | 15/16 | 16/17 | 17/18  | 18/19  | 19/20 |
| ---------------------------- | ------ | ----- | ----- | ---------- | ------ | - | ----- | ----- | ------ | ------ | ----- |
| Olympische Spelen            |        |       |       |            |        |   |       | 18e   |        |        |       |
| Wereldkampioenschap          |        |       |       |            |        |   | 16e   | 16e   |        |        |       |
| Viercontinentenkampioenschap |        |       |       |            |        |   | 11e   | 6e    | t.z.t. | t.z.t. |       |
| Nationaal kampioenschap      |        |       |       |            |        | — | Goud  | —     | Goud   |        |       |
| WK junioren                  |        |       |       |            |        |   | Goud  |       |        |        |       |
| Junior Grand Prix-finale     |        |       |       |            |        |   | 5e    | Goud  |        |        |       |
| NK junioren                  | 4e (*) | (*)   | —     | t.z.t. (*) | 5e (*) |   |       |       |        |        |       |

(*) solo, bij de mannen
t.z.t. = trok(ken) zich terug